# Saitō Mokichi

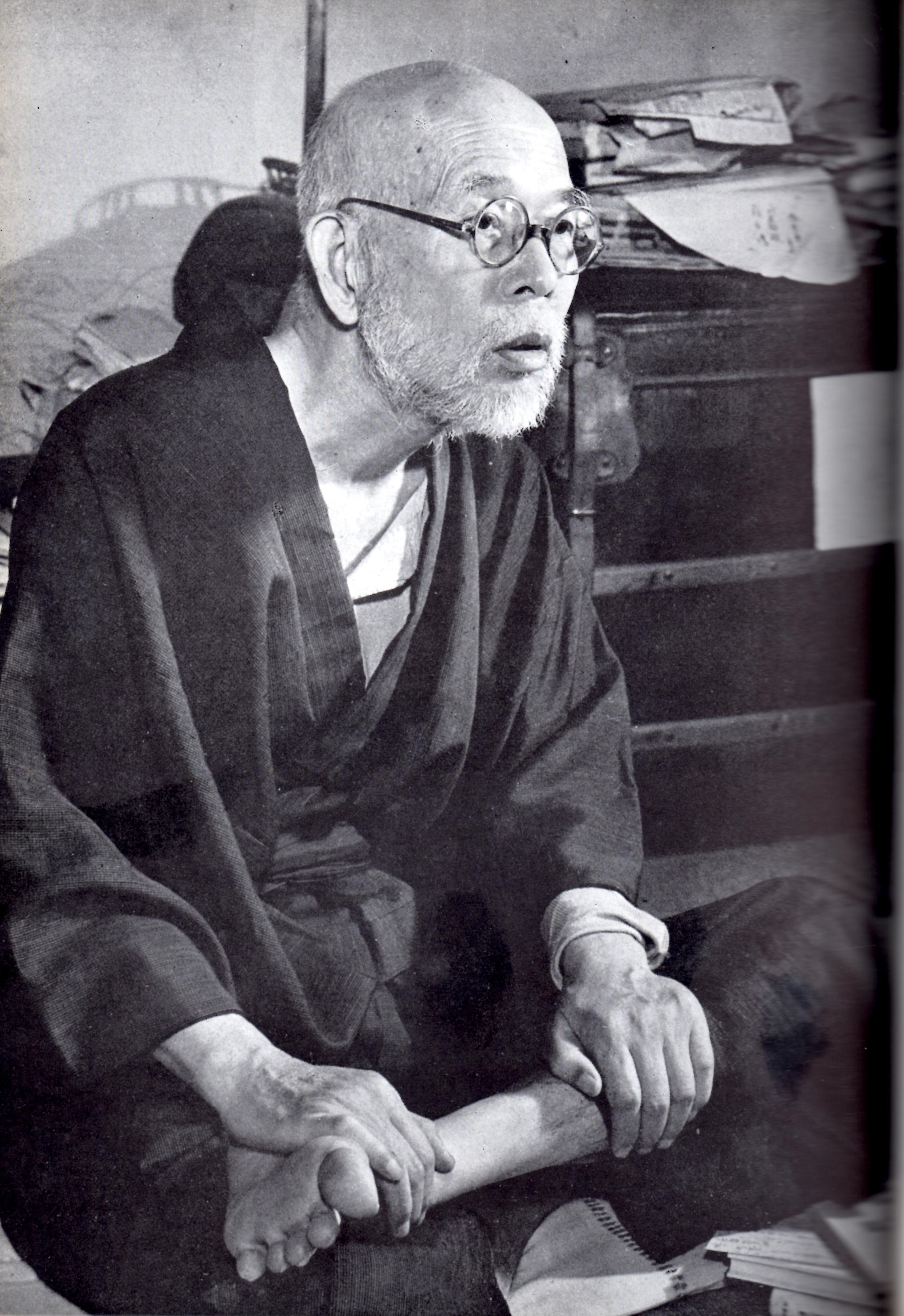
Saitō Mokichi

Saitō Mokichi (japanisch 斎藤　茂吉; * 14. Februar 1882 in Kanakame, Minamimurayama-gun (heute: Kaminoyama), Präfektur Yamagata als Moriya Mokichi (守谷 茂吉); † 25. Februar 1952) war ein japanischer Psychiater, Tanka-Dichter und Essayist.

## Leben

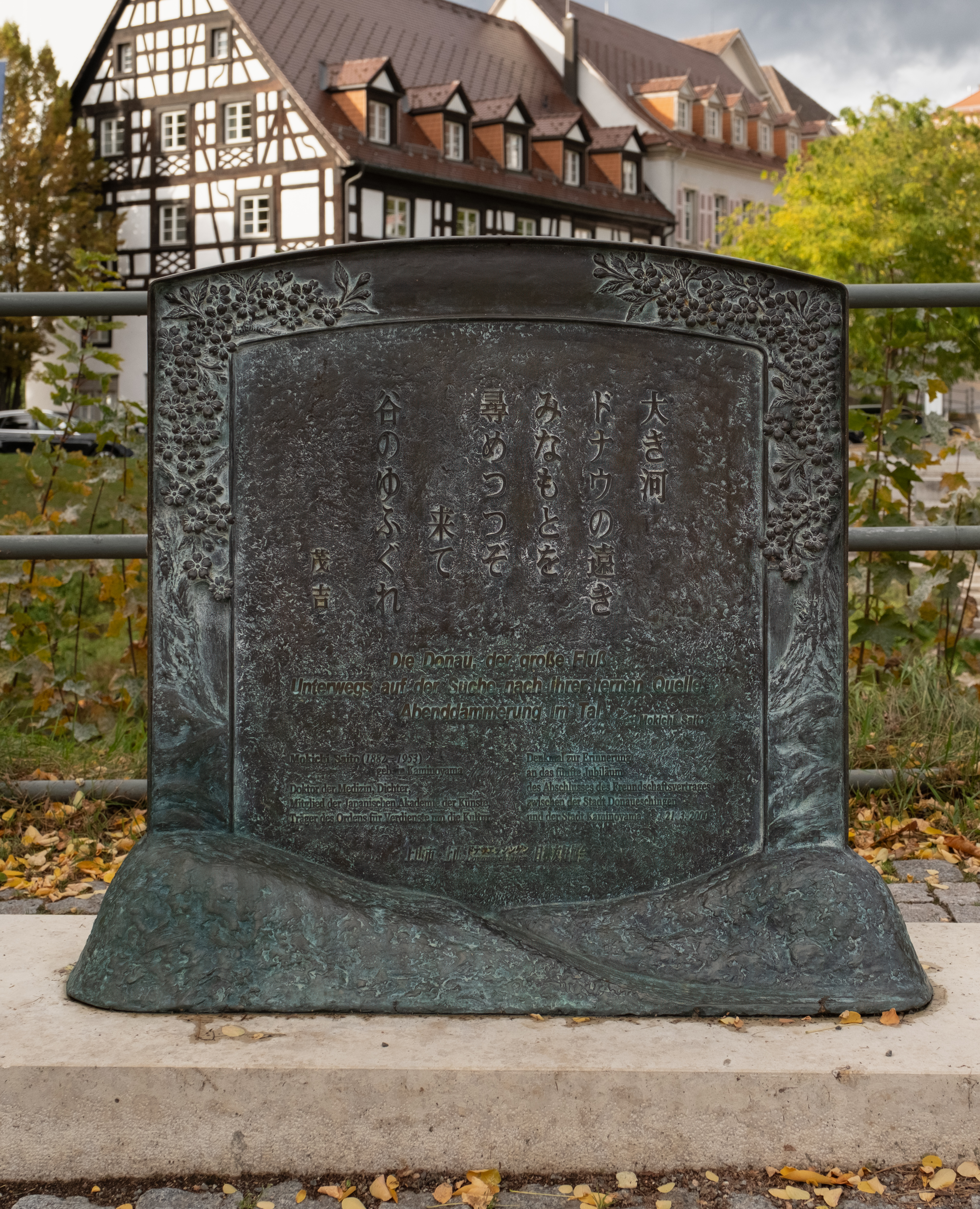
Gedenkstele, die an seinen Besuch in Donaueschingen erinnert

Geboren als dritter Sohn des Bauern Moriya Kumajirō, wurde er zur verwandten Saitō-Familie nach Tokio geschickt, um an der Kasei-Mittelschule zu lernen. 1905 heiratete er in diese ein, und begann beeindruckt von Shiki Masaokas Gedichtsammlung Take no Satouta mit dem Schreiben.
Im Folgejahr wurde er ein Schüler von Itō Sachio und später Gründungsmitglied der Literaturzeitschrift Araragi (1908), deren Leitung er später übernahm. Er veröffentlichte insgesamt 17 Gedichtbände, zudem Essays u. a. über japanische Folklore. Sein Gesamtwerk umfasst 56 Bände. Er wurde 1949 mit dem Yomiuri-Literaturpreis, 1951 mit dem Kulturorden und 1952 als Person mit besonderen kulturellen Verdiensten (Bunka Kōrōsha) ausgezeichnet.
Nach einem Medizinstudium in Tokio studierte Saitō zwischen 1921 und 1924 in Wien und München. Sein Bericht über diese Zeit („Wanzentagebuch“) erschien 2011 in deutscher Übersetzung im Verlag Herder. Während seiner Zeit in Europa hielt sich der Dichter 1924 in Donaueschingen auf. Seine Gedichte und ein Essay über die Donauquelle und seine Erlebnisse in der Stadt waren 1995 der Ausgangspunkt für eine Städtepartnerschaft zwischen Kaminoyama und Donaueschingen.
Nach seiner Rückkehr nach Japan baute er das niedergebrannte Krankenhaus seines Schwiegervaters wieder auf und arbeitete als Psychiater. Als Hausarzt der Familie Akutagawa Ryūnosukes unterstützte er diesen bei seinem Selbstmord.
Saitōs ältester Sohn war der Psychiater und Essayist Saitō Shigeta (1916–2006), sein zweiter Sohn der Psychiater und Dichter Kita Morio (1927–2011). Dessen Tochter Saitō Yuka (* 1962) wurde als Essayistin bekannt.

## Ehrungen
In seiner Geburtsstadt wurde ein Museum zu seinen Ehren errichtet.
In Donaueschingen wurde der Spazierweg des Dichters zwischen der "Donauquelle" und dem Zusammenfluss von Breg und Brigach als „Mokichi-Saito-Weg“ benannt und ausgeschildert.

## Werke
- 1913 Shakkō (engl.: Red Light)
- 1921 Aratama (engl.: Juwel in the Rough)
- 1949 Shiroki yama (engl.: White Mountain)
- 1950 Renzan